# 聯發科技
聯發科技（英語：MediaTek Inc.，常簡稱 MTK、聯發科）是一間臺灣的科技公司，專注於無線通訊、人工智慧（AI）運算及其他先進技術的半導體晶片設計（IC design）。成立於1997年，總部位於新竹科學園區，在全球設有25個分公司與辦事處。

## 歷史
聯發科技在1997年5月28日成立於新竹科學工業園區，為聯華電子自多媒體部門分出來的子公司。2001年於臺灣證券交易所正式掛牌上市。2002年躋身全球十大IC設計公司。2003年起先後在在中國大陸、美國、印度和新加坡等地成立子公司。2009年聯華電子出清聯發科技全部持股。
聯發科技初期主要產品為CD-ROM晶片組。連年榮獲科學工業園區創新產品獎、以及第9屆經濟部產業科技發展獎之卓越成就獎。2000年起投入無線通訊基頻與射頻晶片研發，2003年投入數位電視與液晶電視控制晶片研發。
2009年聯發科技與美國通訊大廠高通共同宣布簽訂專利協議、與傲世通科技簽署戰略合作備忘錄，合作發展中國自主規格TD-SCDMA。也加入Android智慧型手機平臺的開放手機聯盟（Open Handset Alliance）。2014年聯發科技於2014CES向業界展出旗下首個4G LTE MODEM MT6290，其可以支持五模十頻。並宣布與威睿電通簽署協議，正式購買CDMA技術授權，其后MTK的LTE基帶將整合CDMA 2000 / 1X 制式，未來解决方案可支持WorldMode全球全模規格，另外也發布旗下首款4G LTE真八核單系统晶片MT6595，基於ARM大小核異構多任務架構 （Heterogeneous Multi-Processing : HMP）技術，由四核A17+四核A7组成，同时整合Imagination Technologies最新PowerVR Series6 圖形處理器（GPU），支持超高清H.265視頻编解碼規格。其LTE modem支援LTE Release 9 Category 4版本，還支持DCDC-HSPA+（42Mbits/s）、TD-SCDMA、EDGE和GSM / GPRS。除了基帶外，廠商也可搭配聯發科射頻芯片，其支持超過30個頻段。聯發科技與Google攜手合作打造全新Android One手機平臺，並在印度推出首批採用聯發科MT6582系統單晶片方案的Android One智慧型手機。

### 收購
2006年自明基電通（現改名為佳世達科技）取得絡達科技31.55%之股權。2007年以換股取得NuCORE Technology Inc. 69%股權 、取得K-WILL Corporation股份、2008年取得美國模擬器件公司旗下手機晶片業務相關技術以及團隊、解散旗下智洋電子以簡化投資架構、2011年與Wi-Fi晶片廠雷凌科技合併，取得了WiFi、非行動應用程式、無線DSL以及乙太網路技術、2012年收購了位於瑞典的全球數位訊號处理解決方案商擴芯，成為聯發科歐洲全資子公司、2012年宣佈與當前世界市佔率第一的數位電視晶片廠晨星半導體以換股合併，於2014年實行，2015年宣布併購立錡科技，2016年第二季完成併購案。

### 科研推廣
財團法人聯發科技教育基金會成立於2001年12月，由聯發科技捐助成立，以推廣科技教育為宗旨，致力於科技教育的紮根與深化。主要活動包括與國立臺灣科學教育館及國立科學工藝博物館合作、支持偏鄉科普教育、贈書推廣、地球日/志工日公益服務、中秋月餅募捐送愛到原鄉、贊助教育性電臺節目、國際重大事件賑災勸募。
贊助國立臺灣大學成立研究中心、國立交通大學成立「聯發科-交大創新研究中心」及2006產學合作、國立清華大學前瞻性嵌入式系統設計實驗室。

## 產品

### MediaTek Labs開發者社群計畫
LinkIt開發平臺是整合聯發科技 MT2502（Aster）的開發平臺，提供完整的參考設計，高度整合微處理器及通訊模組提供各種聯網功能以簡化發展流程，為Arduino與Visual Studio提供插入軟體開發套件（Plug-in SDK），並計畫2014年第四季開始支援Eclipse。第三方開發者將可基於LinkIt平臺所提供的硬體開發套件（HDK），專注於產品外觀、創新功能及相關服務。

## 圖片集

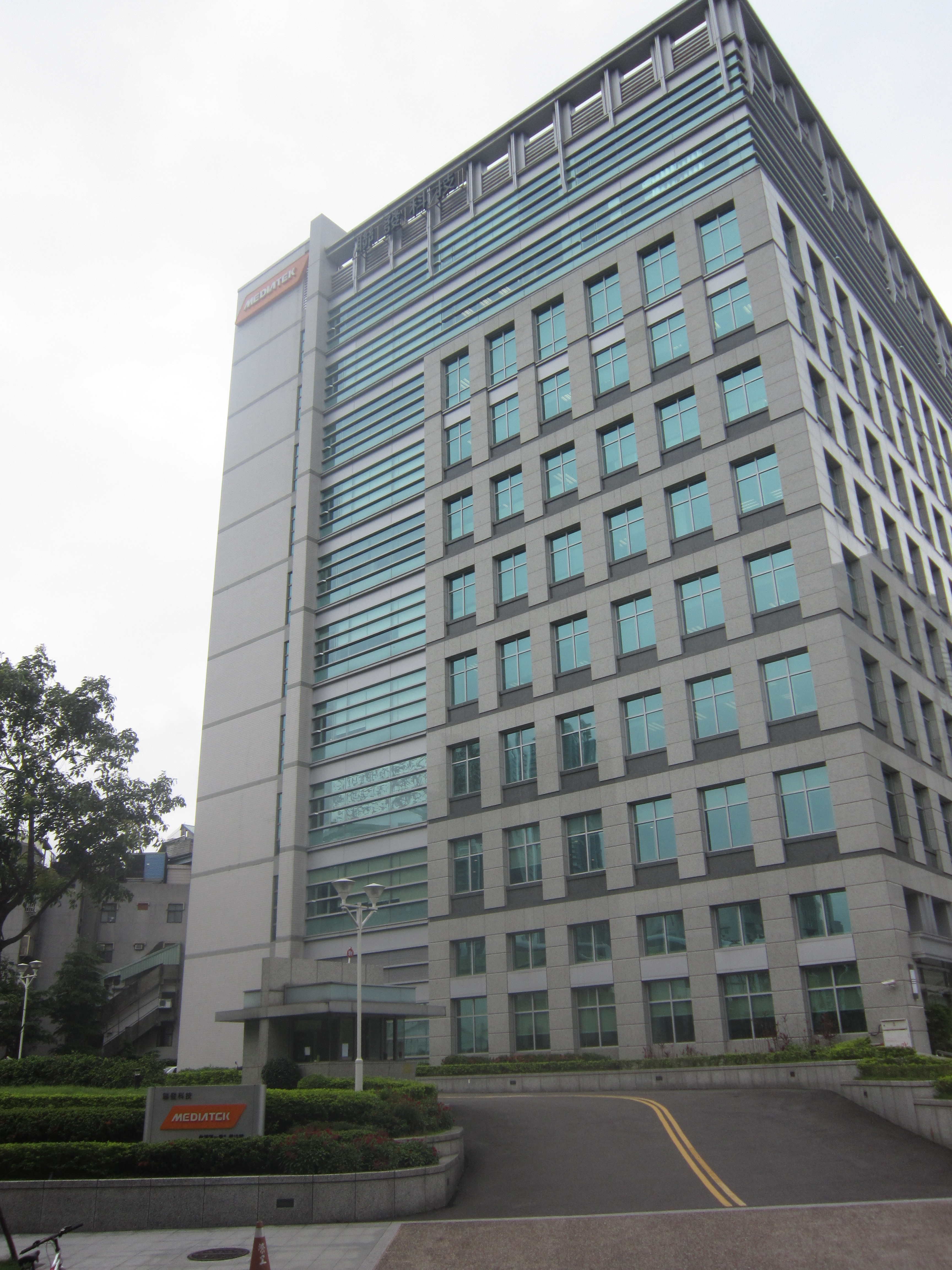
聯發科技台北分公司位於台北市內湖區內湖路一段91巷太陽科技廣場C棟
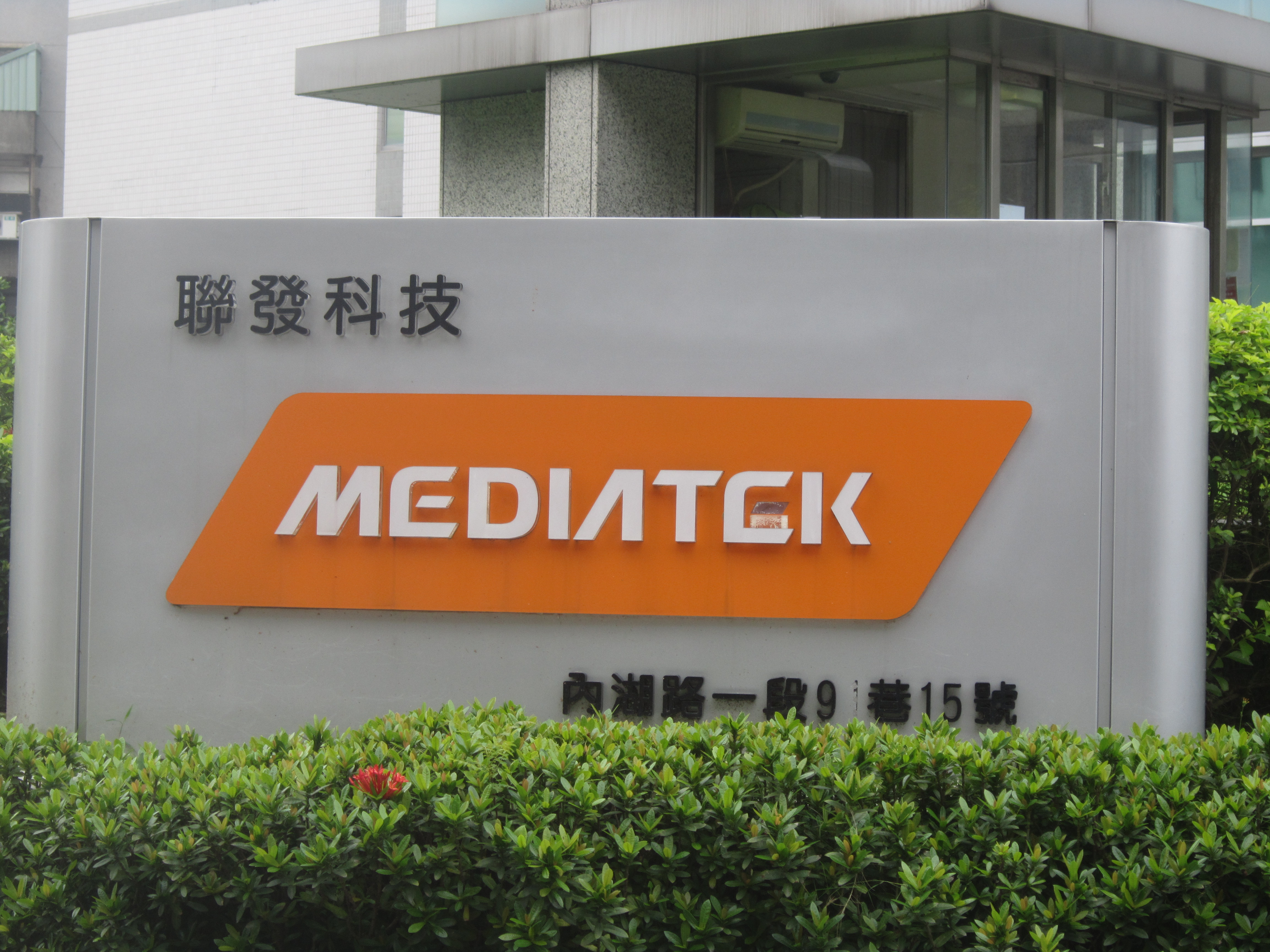
聯發科技台北分公司立牌
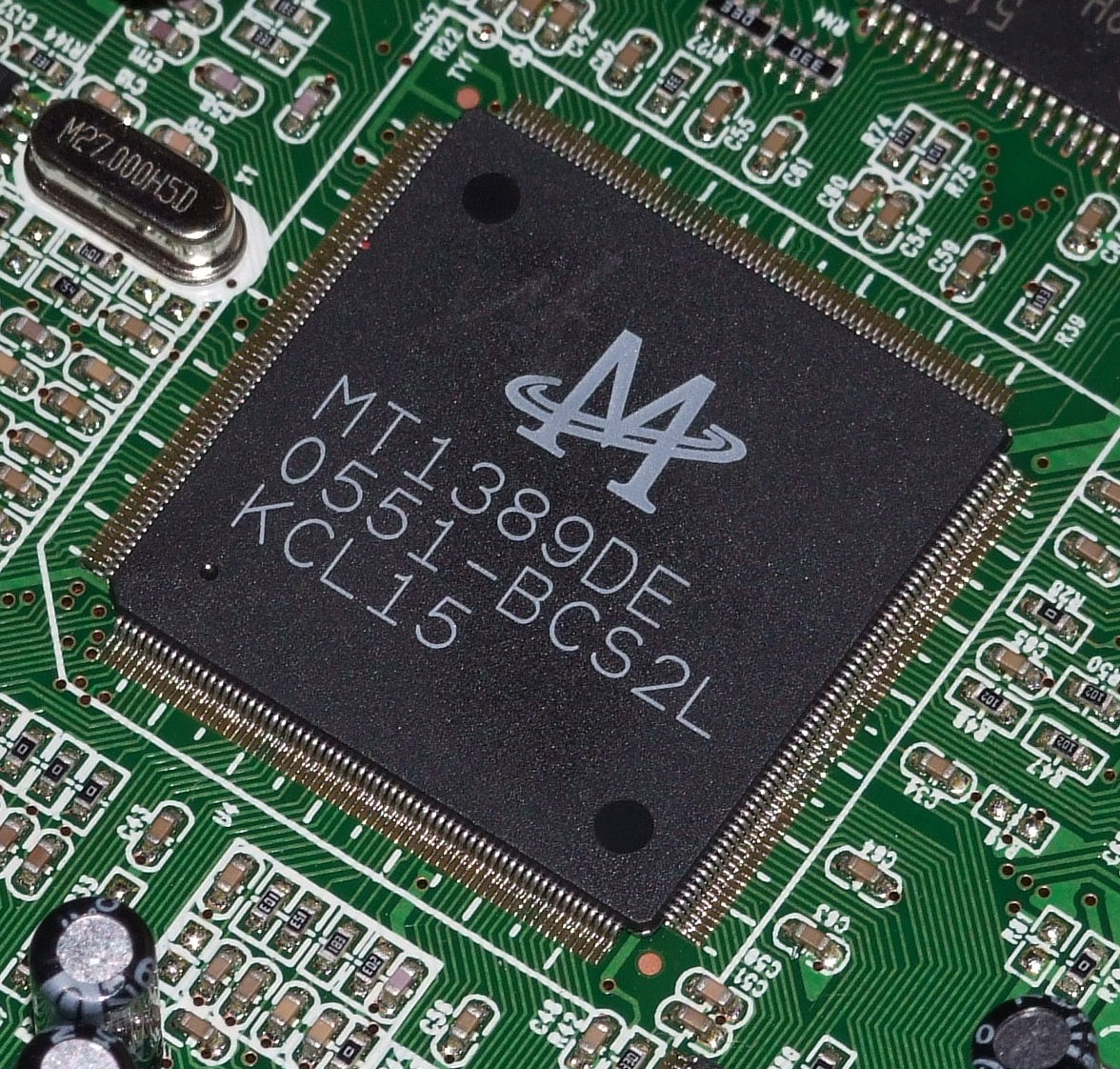
联发科技研发的DVD播放機芯片MT1389

## 運動賽事
曾贊助聯發科技全國城市足球聯賽（Intercity Football League），該比賽是臺灣一個半職業足球聯賽，由北市大同、高市臺電、臺灣體大、銘傳大學、臺北市大、國訓中心、義守大學等七支球隊組成，為臺灣男子足球最高層級賽事。
比賽原名全國城市足球聯賽，過去由台灣民間團體主辦，2010年8月至2014年，聯發科技宣佈冠名贊助全國城市足球聯賽，冠名期間全國城市足球聯賽全名更改為聯發科技全國城市足球聯賽。

## 全球分公司

### 亞洲
- 聯發科總部（臺灣新竹）
- 聯發科竹北分公司
- 聯發科臺北分公司
- 聯發博動科技（北京）有限公司
- 聯發科技（上海）有限公司
- 聯發科技（合肥）有限公司
- 聯發軟件設計（深圳）有限公司
- 聯發芯軟件設計（成都）有限公司
- 聯發科軟件（武漢）有限公司
- 聯發通訊科技（蘇州）有限公司
- 聯發通訊科技（南京）有限公司
- 上海晨讯電子科技有限公司
- MediaTek Wireless FZ-LLC （杜拜）
- MediaTek Bangalore Private Limited（印度）
- MediaTek India Technology Pvt. Ltd （印度）
- MediaTek Japan Inc. （日本東京）
- MediaTek Korea Inc.（韓國京畿道水原市）
- MediaTek Korea Inc. （韓國京畿道城南市）
- MediaTek Singapore Pte. Ltd.（新加坡）

### 美洲
- MediaTek USA Inc. （美國聖荷西）
- MediaTek USA Inc. （美國奧斯丁）
- MediaTek USA Inc.（美國爾灣）
- MediaTek USA Inc.（美國沃本）

### 歐洲
- MediaTek Denmark ApS （丹麥）
- MediaTek Sweden AB （瑞典林雪坪）
- MTK Wireless Limited （英國坎伯恩）
- MTK Wireless Limited （英國肯特郡）

## 轶事
由於諧音的關係，聯發科在台灣被鄉民稱為“發哥、二哥”，並成為兩岸三地通用的暱稱。

## 延伸閱讀
- 高通放出影片嗆聲聯發科「真八核」：量變不如質變！ （页面存档备份，存于）2013.10
- 下一波大戰 聯發科、三星齊推八核處理器 （页面存档备份，存于）2012.11.26
- 聯發科入索尼供應鏈 （页面存档备份，存于）2012.12.3